# Acerophagus clavatus
Acerophagus clavatus är en stekelart som beskrevs av Xu 1999. Acerophagus clavatus ingår i släktet Acerophagus och familjen sköldlussteklar. Inga underarter finns listade i Catalogue of Life.